# Eutreta margaritata
Eutreta margaritata es una especie de insecto del género Eutreta de la familia Tephritidae del orden Diptera.

## Historia
Friedrich Georg Hendel la describió científicamente por primera vez en el año 1914.